# 大果树萝卜
大果树萝卜（学名：Agapetes megacarpa）为杜鹃花科树萝卜属下的一个种。

## 扩展阅读
維基物種上的相關：大果树萝卜